# One If by Clam, Two If by Sea
One If by Clam, Two If by Sea (titulado Uno por La Almeja, dos por el mar en España y Adiós a la Almeja Ebria en Hispanoamérica) es el cuarto episodio de la tercera temporada de la serie Padre de familia emitido el 1 de agosto de 2001 en FOX. La trama se centra en Peter y sus amigos, quienes después de que un huracán estuviera a punto de destruir el bar, el dueño decide venderlo a un grupo de ingleses que transforman el local en un pub británico.
El episodio está escrito por Jim Bernstein y Michael Shipley y dirigido por Dan Povenmire. Como artistas invitados, prestan sus voces a sus respectivos personajes: Ed Asner, Tara Charendoff, Hugh Laurie y Alan Sherman entre otros actores habituales.

## Argumento
Al principio del episodio se muestra un flashback por cada década desde 1977 hasta nuestros días (entiéndase 2001) en el que Peter, Quagmire, Cleveland y Joe pasan buenos momentos en La Almeja Borracha.
La llegada de un huracán pone en estado de emergencia a Quahog. Mientras los Griffin se resguardan en su casa, esta sufre daños importantes. Cuando consigue pasar la tormenta, los Griffin salen a la calle donde se encuentran un paisaje desolador. Aunque unos pocos locales permanecen en pie, entre ellos La Almeja, cuyo dueño, Horace, ya harto de los huracanes decide traspasar el local y se muda a Florida. Más tarde, Peter, Joe, Cleveland y Quagmire descubren que un británico llamado Nigel Pinchley se ha hecho con el negocio y transforma el bar en un pub. Indignados por la pérdida del que fue su bar deciden revelarse, sin embargo la cuadrilla son derrotados por los ingleses cuando estos hacen uso de sus habilidades lingüísticas para convencerles de que se vayan. A pesar de la humillación, no desisten en su empeño y a la noche asaltan un barco con bandera británica cargado con cerveza en donde recrean el motín del té.
Esa misma noche alguien prende fuego al pub, no tarda pues en salir en las noticias en el que un productor del Canal 5 pone sobre la pantalla un dibujo artístico sobre un escarabajo gigantesco como principal sospechoso del ataque a pesar de no haber ninguno todavía. Al instante de mostrar la imagen, una llamada anónima (del propio escarabajo) pone en alerta a las autoridades por lo que Peter, Quagmire, Cleveland y Joe son condenados a la cárcel en donde empiezan a sufrir el acoso de Steve Bellows, un peligroso delincuente al que Joe detuvo en una ocasión y que se la tiene jurada. Mientras, Lois, Loretta y Bonnie piensan que alguien les ha tendido una trampa, sospechas que se confirman cuando descubren que Pinchley había contratado un seguro a terceros el día anterior al incidente.
Las mujeres, conscientes de que Nigel está atraído por Lois, esta pretende seducirle mientras las otras se esconden en su despacho para ser testigos, aunque no muestran sus cuerpos Lois da por sentado de que están y consigue sonsacarle la confesión. Sin embargo descubre que ha metido la pata cuando descubre que los únicos "testigos" que tiene son un globo terráqueo y Demond Wilson de la serie Sanford e hijo al confundirlos con Bonnie y Loretta. No obstante, cuando Pinchley piensa que se ha librado descubre que el agente del seguro estaba escondido en su armario tras venir acompañado por Demond.
Por otra parte, Stewie conoce a Eliza, la hija de Nigel Pinchley, en donde Stewie, tras hablarle a Brian de su marcado acento de Cockney es desafiado por el can para enseñarle a hablar correctamente. Tras varias sesiones consigue los resultados esperados y en su fiesta de cumpleaños habla de manera impecable hasta que se mea encima delante de todos y vuelve a hablar como antes.
Mientras, en la cárcel, Peter y los demás están en peligro después de que Bellows les amenazara de muerte. Finalmente cuando piensan que van a morir, descubren que sus mujeres han conseguido liberarles antes de que llegara el criminal. Una vez fuera, celebran con sus esposas y con Horace, quien vuelve de Florida la reapertura del bar y el agradecimiento a sus parejas, mientras que Nigel Pinchley es deportado a Inglaterra por fraude fiscal y ejecutado en la horca por lo que Eliza queda huérfana y escribe una carta a Stewie en la que amenaza con vengarse de su madre. Stewie se regocija y le enseña la nota al escarabajo quien de modo malévolo muestra su satisfacción.

## Producción
One If by Clam, Two If by Sea está escrito por Jim Bernstein y Michael Shipley y dirigido por Dan Povenmire antes de la finalización de la producción de la tercera temporada.